# Faaa
Faaa – miasto w Polinezji Francuskiej; na wyspie Tahiti, niedaleko Papeete; 30 151 mieszkańców (2008) Port lotniczy Faaa – główne lotnisko Polinezji Francuskiej. W mieście znajduje się Uniwersytet Polinezji Francuskiej. Największe miasto kraju.